# Sinibotys obliquilinealis
Sinibotys obliquilinealis là một loài bướm đêm trong họ Crambidae.